# Wierzbownica czworoboczna
Wierzbownica czworoboczna (Epilobium tetragonum L.) – gatunek rośliny z rodziny wiesiołkowatych (Onagraceae), jeden z kilkunastu przedstawicieli tego rodzaju występujących w Polsce. Gatunek pionierski, częsty na obszarze całego kraju.

## Morfologia
PokrójRoślina trwała, od 30 do 80 cm wysokości. Rozłogi krótkie, zakończone różyczką liści.
ŁodygaKrótko owłosiona, w górze kanciasta, z wyraźnymi 2-4-listewkowatymi, podłużnymi liniami, wyprostowana lub w dole nieco podnosząca się.
LiścieLancetowate lub podługowatolancetowate, tępe, siedzące, zbiegające po łodydze, gęsto i ostro piłkowane.
KwiatyDrobne, 0,4-0,7 cm długości, bladoróżowe. Płatki ostro wycięte, niekiedy dłuższe od działek. Kwitnie od czerwca do września.

## Zmienność
- W obrębie gatunku wyróżnia się dwa taksony w randze podgatunków, czasem podnoszone są one do rangi samodzielnych gatunków (szczególnie w środkowoeuropejskich florach):
  - wierzbownica czworoboczna typowa – E. t. subsp. tetragonum, syn. E. adnatum Griseb., E. tetragonum L. s. str.
  - wierzbownica czworoboczna Lamy'ego (w. Lamy'ego) – E. t. subsp. lamyi (F.W. Schultz) Nyman, E. lamyi F.W. Schultz
- Tworzy mieszańce z Epilobium hirsutum, Epilobium parviflorum, Epilobium montanum, Epilobium palustre, Epilobium obscurum[4].